# 아프리칸 컵위너스컵
아프리칸 컵위너스컵(African Cup Winners' Cup)은 아프리카의 축구 클럽 대항전으로 1975년에 시작되어 2004년 CAF컵과 통합되어 CAF 컨페더레이션컵이 신설될 때까지 열렸다. 이 대회는 아프리카 축구 연맹 산하 회원국의 국내 컵 대회 우승팀 간의 경기로서 유럽 축구 연맹의 UEFA 컵위너스컵을 모델로 하였다.

## 역대 결과
| 연도        | 홈 팀                                                    | 점수                   | 원정 팀                         | 장소                                 | 관중 수 |
| ----------- | -------------------------------------------------------- | ---------------------- | ------------------------------- | ------------------------------------ | ------- |
| 1975 자세히 | 스텔라 클럽 다자메                                       | 0 – 1                  | 토네르 야운데                   |                                      |         |
| 1975 자세히 | 토네르 야운데                                            | 4 – 1                  | 스텔라 클럽 다자메              | 야운데 스타드 옴니스포르트           |         |
| 1975 자세히 | 합계 5 – 1로 토네르 야운데 우승                          |                        |                                 |                                      |         |
| 1976 자세히 | 슈팅 스타스 FC                                           | 4 – 1                  | 토네르 야운데                   |                                      |         |
| 1976 자세히 | 토네르 야운데                                            | 1 – 0                  | 슈팅 스타스 FC                  | 야운데 스타드 옴니스포르트           |         |
| 1976 자세히 | 합계 4 – 2로 슈팅 스타스 FC 우승                         |                        |                                 |                                      |         |
| 1977 자세히 | 에누구 레인저스                                          | 4 – 1                  | 카농 야운데                     |                                      |         |
| 1977 자세히 | 카농 야운데                                              | 1 – 1                  | 에누구 레인저스                 | 야운데 스타드 옴니스포르트           |         |
| 1977 자세히 | 합계 5 – 2로 에누구 레인저스 우승                        |                        |                                 |                                      |         |
| 1978 자세히 | NA 후세인데이                                            | 1 – 3                  | 호로야 AC                       | 알제 1962년 7월 5일 경기장           |         |
| 1978 자세히 | 호로야 AC                                                | 2 – 1                  | NA 후세인데이                   | 코나크리 9월 28일 경기장             |         |
| 1978 자세히 | 합계 5 – 2로 호로야 AC 우승                              |                        |                                 |                                      |         |
| 1979 자세히 | 고어 마히아 FC                                           | 0 – 2                  | 카농 야운데                     | 나이로비 조구 로드 스타디움          |         |
| 1979 자세히 | 카농 야운데                                              | 6 – 0                  | 고어 마히아 FC                  | 야운데 스타드 옴니스포르트           |         |
| 1979 자세히 | 합계 8 – 0으로 카농 야운데 우승                          |                        |                                 |                                      |         |
| 1980 자세히 | 아프리카 스포츠                                          | 1 – 3                  | TP 마젬베                       | 아비장 스타드 펠릭스 우푸에부아니    |         |
| 1980 자세히 | TP 마젬베                                                | 1 – 0                  | 아프리카 스포츠                 | 루붐바시 스타드 드 라 케냐           |         |
| 1980 자세히 | 합계 4 – 1로 TP 마젬베 우승                              |                        |                                 |                                      |         |
| 1981 자세히 | 유니온 두알라                                            | 0 – 0                  | 스테이셔너리 스토어스 FC        | 야운데 스타드 옴니스포르트           |         |
| 1981 자세히 | 스테이셔너리 스토어스 FC                                 | 1 – 2                  | 유니온 두알라                   | 라고스 수룰레레 스타디움             |         |
| 1981 자세히 | 합계 2 – 1로 유니온 두알라 우승                          |                        |                                 |                                      |         |
| 1982 자세히 | 파워 디나모스 FC                                         | 0 – 2                  | 아랍 컨트랙터스 SC              | 키트웨 아더 데이비스 스타디움        |         |
| 1982 자세히 | 아랍 컨트랙터스 SC                                       | 2 – 0                  | 파워 디나모스 FC                | 카이로 카이로 국제경기장             |         |
| 1982 자세히 | 합계 4 – 0으로 아랍 컨트랙터스 SC 우승                   |                        |                                 |                                      |         |
| 1983 자세히 | OC 아가자                                                | 0 – 1                  | 아랍 컨트랙터스 SC              | 로메 스타드 아고에니이베             |         |
| 1983 자세히 | 아랍 컨트랙터스 SC                                       | 0 – 0                  | OC 아가자                       | 카이로 카이로 국제경기장             |         |
| 1983 자세히 | 합계 1 – 0으로 아랍 컨트랙터스 SC 우승                   |                        |                                 |                                      |         |
| 1984 자세히 | 알아흘리                                                 | 1 – 0                  | 카농 야운데                     | 카이로 카이로 국제경기장             | 100,000 |
| 1984 자세히 | 카농 야운데                                              | 1 – 0 (승부차기 2 - 4) | 알아흘리                        | 야운데 스타드 옴니스포르트           |         |
| 1984 자세히 | 승부차기 4 – 2 (합계 1 – 1)로 알아흘리 우승              |                        |                                 |                                      |         |
| 1985 자세히 | 알아흘리                                                 | 2 – 0                  | 레벤티스 유나이티드             | 카이로 카이로 국제경기장             |         |
| 1985 자세히 | 레벤티스 유나이티드                                      | 0 – 1                  | 알아흘리                        | 이바단 리버티 스타디움               |         |
| 1985 자세히 | 합계 3 – 0으로 알아흘리 우승                             |                        |                                 |                                      |         |
| 1986 자세히 | 알아흘리                                                 | 3 – 0                  | AS 소가라                       | 카이로 카이로 국제경기장             |         |
| 1986 자세히 | AS 소가라                                                | 2 – 0                  | 알아흘리                        | 포르장티 스타드 피에르 클라베 디본기 |         |
| 1986 자세히 | 합계 3 – 2로 알아흘리 우승                               |                        |                                 |                                      |         |
| 1987 자세히 | 에스페랑스 스포르티브 드 튀니스                          | 2 – 2                  | 고어 마히아 FC                  | 튀니스 스타드 엘멘자                 |         |
| 1987 자세히 | 고어 마히아 FC                                           | 1 – 1                  | 에스페랑스 스포르티브 드 튀니스 | 나이로비 조구 로드 스타디움          |         |
| 1987 자세히 | 합계 3 – 3에 원정 다득점 원칙으로 고어 마히아 FC 우승    |                        |                                 |                                      |         |
| 1988 자세히 | 랜처스 비스 FC                                           | 0 – 0                  | CA 비제르틴                     | 카두나 랜처스 비스 스타디움          |         |
| 1988 자세히 | CA 비제르틴                                              | 1 – 0                  | 랜처스 비스 FC                  | 비제르테 10월 15일 경기장            |         |
| 1988 자세히 | 합계 1 – 0으로 CA 비제르틴 우승                          |                        |                                 |                                      |         |
| 1989 자세히 | 알메레이크 SC                                            | 1 – 0                  | 벤델 유나이티드                 | 옴두르만 알메레이크 스타디움         |         |
| 1989 자세히 | 벤델 유나이티드                                          | 0 – 0                  | 알메레이크 SC                   | 우로미 새뮤얼 오그베무디아 경기장    |         |
| 1989 자세히 | 합계 1 – 0으로 알메레이크 SC 우승                        |                        |                                 |                                      |         |
| 1990 자세히 | BCC 라이온즈                                             | 3 – 0                  | 클럽 아프리칸                   | 라고스 수룰레레 경기장               |         |
| 1990 자세히 | 클럽 아프리칸                                            | 1 – 1                  | BCC 라이온즈                    | 튀니스 스타드 엘멘자                 |         |
| 1990 자세히 | 합계 4 – 1로 BCC 라이온즈 우승                           |                        |                                 |                                      |         |
| 1991 자세히 | BCC 라이온즈                                             | 3 – 2                  | 파워 디나모스 FC                | 라고스 수룰레레 경기장               |         |
| 1991 자세히 | 파워 디나모스 FC                                         | 3 – 1                  | BCC 라이온즈                    | 루사카 인디펜던스 스타디움,          |         |
| 1991 자세히 | 합계 5 – 4로 파워 디나모스 FC 우승                       |                        |                                 |                                      |         |
| 1992 자세히 | 비탈로 FC                                                | 1 – 1                  | 아프리카 스포츠                 | 부줌부라 루이 르와가소르 왕자 경기장 |         |
| 1992 자세히 | 아프리카 스포츠                                          | 4 – 0                  | 비탈로 FC                       | 아비장 스타드 펠릭스 우푸에부아니    |         |
| 1992 자세히 | 합계 5 – 1로 아프리카 스포츠 우승                        |                        |                                 |                                      |         |
| 1993 자세히 | 아프리카 스포츠                                          | 1 – 1                  | 알아흘리                        | 아비장 스타드 펠릭스 우푸에부아니    |         |
| 1993 자세히 | 알아흘리                                                 | 1 – 0                  | 아프리카 스포츠                 | 카이로 카이로 국제경기장             |         |
| 1993 자세히 | 합계 2 – 1로 알아흘리 우승                               |                        |                                 |                                      |         |
| 1994 자세히 | DC 모테마 펨베                                           | 2 – 2                  | 케냐 브루어리스                 | 킨샤사 스타드 데 마티어              |         |
| 1994 자세히 | 케냐 브루어리스                                          | 0 – 3                  | DC 모테마 펨베                  | 나이로비 모이 인터내셔널 스포츠 센터 |         |
| 1994 자세히 | 합계 5 – 2로 DC 모테마 펨베 우승                         |                        |                                 |                                      |         |
| 1995 자세히 | 줄리우스 베르거 FC                                       | 1 – 1                  | JS 카빌리                       | 아비장 스타드 펠릭스 우푸에부아니    |         |
| 1995 자세히 | JS 카빌리                                                | 2 – 1                  | 줄리우스 베르거 FC              | 알제 1962년 7월 5일 경기장           | 45,000  |
| 1995 자세히 | 합계 3 – 2로 JS 카빌리 우승                              |                        |                                 |                                      |         |
| 1996 자세히 | AC 소디가프                                              | 0 – 0                  | 아랍 컨트랙터스 SC              | 킨샤사 스타드 데 마티어              | 10,000  |
| 1996 자세히 | 아랍 컨트랙터스 SC                                       | 4 – 0                  | AC 소디가프                     | 카이로 카이로 국제경기장             | 40,000  |
| 1996 자세히 | 합계 4 – 0으로 아랍 컨트랙터스 SC 우승                   |                        |                                 |                                      |         |
| 1997 자세히 | 에투알 스포르티브 뒤 사엘                                | 2 – 0                  | FAR 라바트                      | 수스 스타드 올랭피크 드 수스         |         |
| 1997 자세히 | FAR 라바트                                               | 1 – 0                  | 에투알 스포르티브 뒤 사엘       | 라바트 프린스 물라이 압델라 경기장   | 45,000  |
| 1997 자세히 | 합계 2 – 1로 에투알 스포르티브 뒤 사엘 우승              |                        |                                 |                                      |         |
| 1998 자세히 | 에스페랑스 스포르티브 드 튀니스                          | 3 – 1                  | CD 프리메이루 드 아고스투       | 튀니스 스타드 엘멘자                 | 35,000  |
| 1998 자세히 | CD 프리메이루 드 아고스투                                | 1 – 1                  | 에스페랑스 스포르티브 드 튀니스 | 루안다 이스타디우 다 시다데알라      |         |
| 1998 자세히 | 합계 4 – 1로 에스페랑스 스포르티브 드 튀니스 우승        |                        |                                 |                                      |         |
| 1999 자세히 | 아프리카 스포츠                                          | 1 – 0                  | 클럽 아프리칸                   | 아비장 스타드 펠릭스 우푸에부아니    |         |
| 1999 자세히 | 클럽 아프리칸                                            | 1 – 1                  | 아프리카 스포츠                 | 튀니스 스타드 엘멘자                 |         |
| 1999 자세히 | 합계 2 – 1로 아프리카 스포츠 우승                        |                        |                                 |                                      |         |
| 2000 자세히 | 자말렉 SC                                                | 4 – 1                  | 카농 야운데                     | 카이로 카이로 국제경기장             | 50,000  |
| 2000 자세히 | 카농 야운데                                              | 2 – 0                  | 자말렉 SC                       | 야운데 스타드 아흐마두 아히조        | 60,000  |
| 2000 자세히 | 합계 4 – 3으로 자말렉 SC 우승                            |                        |                                 |                                      |         |
| 2001 자세히 | GD 인테르클루비                                          | 1 – 1                  | 카이저 치프스 FC                | 루안다 이스타디우 두스 코케이루스    |         |
| 2001 자세히 | 카이저 치프스 FC                                         | 1 – 0                  | GD 인테르클루비                 | 요하네스버그 FNB 경기장              |         |
| 2001 자세히 | 합계 2 – 1로 카이저 치프스 FC 우승                       |                        |                                 |                                      |         |
| 2002 자세히 | 위다드 카사블랑카                                        | 1 – 0                  | 아산테 코토코 FC                | 카사블랑카 스타드 무함마드 V         | 80,000  |
| 2002 자세히 | 아산테 코토코 FC                                         | 2 – 1                  | 위다드 카사블랑카               | 쿠마시 바바 야라 스타디움            |         |
| 2002 자세히 | 합계 2 – 2에 원정 다득점 원칙으로 위다드 카사블랑카 우승 |                        |                                 |                                      |         |
| 2003 자세히 | 줄리우스 베르거 FC                                       | 2 – 0                  | 에투알 스포르티브 뒤 사엘       | 아베오쿠타 MKO 아비올라 스타디움     |         |
| 2003 자세히 | 에투알 스포르티브 뒤 사엘                                | 3 – 0                  | 줄리우스 베르거 FC              | 수스 스타드 올랭피크 드 수스         |         |
| 2003 자세히 | 합계 3 – 2로 에투알 스포르티브 뒤 사엘 우승              |                        |                                 |                                      |         |

## 클럽별 우승 횟수
| 클럽                            | 우승 | 준우승 | 우승 연도              | 준우승 연도      |
| ------------------------------- | ---- | ------ | ---------------------- | ---------------- |
| 알아흘리                        | 4    | 0      | 1984, 1985, 1986, 1993 | -                |
| 아랍 컨트랙터스 SC              | 3    | 0      | 1982, 1983, 1996       | -                |
| 아프리카 스포츠                 | 2    | 2      | 1992, 1999             | 1980, 1993       |
| 에투알 스포르티브 뒤 사엘       | 2    | 0      | 1997, 2003             | -                |
| 카농 야운데                     | 1    | 3      | 1979                   | 1977, 1984, 2000 |
| 토네르 야운데                   | 1    | 1      | 1975                   | 1976             |
| 고어 마히아 FC                  | 1    | 1      | 1987                   | 1979             |
| BCC 라이온즈                    | 1    | 1      | 1990                   | 1991             |
| 에스페랑스 스포르티브 드 튀니스 | 1    | 1      | 1998                   | 1987             |
| 파워 디나모스 FC                | 1    | 1      | 1991                   | 1982             |
| JS 카빌리                       | 1    | 0      | 1995                   | -                |
| 유니온 두알라                   | 1    | 0      | 1981                   | -                |
| DC 모테마 펨베                  | 1    | 0      | 1994                   | -                |
| TP 마젬베                       | 1    | 0      | 1980                   | -                |
| 자말렉 SC                       | 1    | 0      | 2000                   | -                |
| 호로야 AC                       | 1    | 0      | 1978                   | -                |
| 위다드 카사블랑카               | 1    | 0      | 2002                   | -                |
| 에누구 레인저스                 | 1    | 0      | 1977                   | -                |
| 슈팅 스타스 FC                  | 1    | 0      | 1976                   | -                |
| 카이저 치프스 FC                | 1    | 0      | 2001                   | -                |
| 알메레이크 SC                   | 1    | 0      | 1989                   | -                |
| CA 비제르틴                     | 1    | 0      | 1988                   | -                |

## 국가별 우승 횟수
| 국가              | 우승 | 준우승 |
| ----------------- | ---- | ------ |
| 이집트            | 8    | 0      |
| 튀니지            | 4    | 3      |
| 나이지리아        | 3    | 7      |
| 카메룬            | 3    | 4      |
| 코트디부아르      | 2    | 3      |
| 콩고 민주 공화국  | 2    | 1      |
| 케냐              | 1    | 2      |
| 알제리            | 1    | 1      |
| 모로코            | 1    | 1      |
| 잠비아            | 1    | 1      |
| 기니              | 1    | 0      |
| 남아프리카 공화국 | 1    | 0      |
| 수단              | 1    | 0      |
| 앙골라            | 0    | 2      |
| 부룬디            | 0    | 1      |
| 가봉              | 0    | 1      |
| 가나              | 0    | 1      |
| 토고              | 0    | 1      |

## 같이 보기
- CAF컵
- CAF 컨페더레이션컵